# Вихвостів
Ви́хвостів — село в Україні, у Тупичівській сільській громаді Чернігівського району Чернігівської області.

### Історія
28 лютого 1663 р. гетьман Яким Сомко підтвердив права Стефану Силичу на села Сядричі та Вихвостів.
1905 року по всій Російській імперії вибухнули страйки, які пізніше переросли у загальний страйк. Розпочалися заворушення серед українських селян, котрі вимагали справедливої аграрної реформи, а інколи й громили поміщицькі маєтки.
Особливо відомими були події у с. Вихвостові на Чернігівщині, коли у жовтні 1905 селяни розгромили маєток і ґуральню (горілчаний завод), але поміщицькі прислужники потім вбили п'ятнадцятьох з них. Ця трагедія знайшла своє відображення у класичному творі М. Коцюбинського «Fata Morgana».
Із 1990-х на території села почало діяти СТОВ "Віра". Село активно розвивається передусім завдяки цьому місцевому підприємству. Коштом СТОВ "Віра" було прокладено 14 км газогону до села.
Із 2017 року мешканці намагалися створити власну територіальну громаду. У 2019 році рішення про створення було прийняте головою облдержадміністрації Олександром Мисником.
Проте Вихвостівська ОТГ проіснувала лише до 2020 року. Громаду очолював Олександр Акуленко.

13 жовтня 2019 року в селі відзначали день села.
У жовтні 2020 року Вихвостівська сільська громада (Вихвостів і ще 5 довколишніх сіл) приєдналися до Тупичівської територіальної громади.
Рішення було прийняте всупереч волі жителів Вихвостова.
12 червня 2020 року, відповідно до розпорядження Кабінету Міністрів України № 730-р від «Про визначення адміністративних центрів та затвердження територій територіальних громад Чернігівської області», село увійшло до складу Тупичівської сільської громади.
19 липня 2020 року, в результаті адміністративно-територіальної реформи та ліквідації Городнянського району, село увійшло до складу новоутвореного Чернігівського району.

## Демографія

### Демографічний сплеск в 2000-х
На початку 2000-х в селі спостерігається демографічний сплеск — народжуваність виросла, навіть у порівнянні із радянськими часам. Місцеві жителі пов'язують це із СТОВ "ВІРА", місцевим сільсьгоспвиробником, який дає роботу, високу зарплату і житло своїм працівникам. Станом на 2008 рік у селі було 80 дітей дошкільного віку і 128 — шкільного, що більше, ніж у чотирьох навколишніх селах разом взятих.
За даними порталу Город.сн.юа — половина жителів села приїзджі. Вони приїхали на заробітки до СТОВ "Віра" і за допомогою працедавця придбали собі житло в селі. Деякі приїзджають лише на сезон і живуть у гуртожитку в селі.

## Освіта

### Дитсадок
В селі розташований дитсадок «Ялинка». Станом на 2019 рік дитсадок відвідувало 32 дітей, навчали 12 педагогів.
Садок почали будувати у 1996 році за підтримки СТОВ "Віра". Пізніше будівництво продовжили за рахунок бюджетів району та області.
Відкрили садок у 2011 році.
В дитсадку надається безкоштовне харчування за рахунок місцевого сількогосподарського товариства.

### Школа

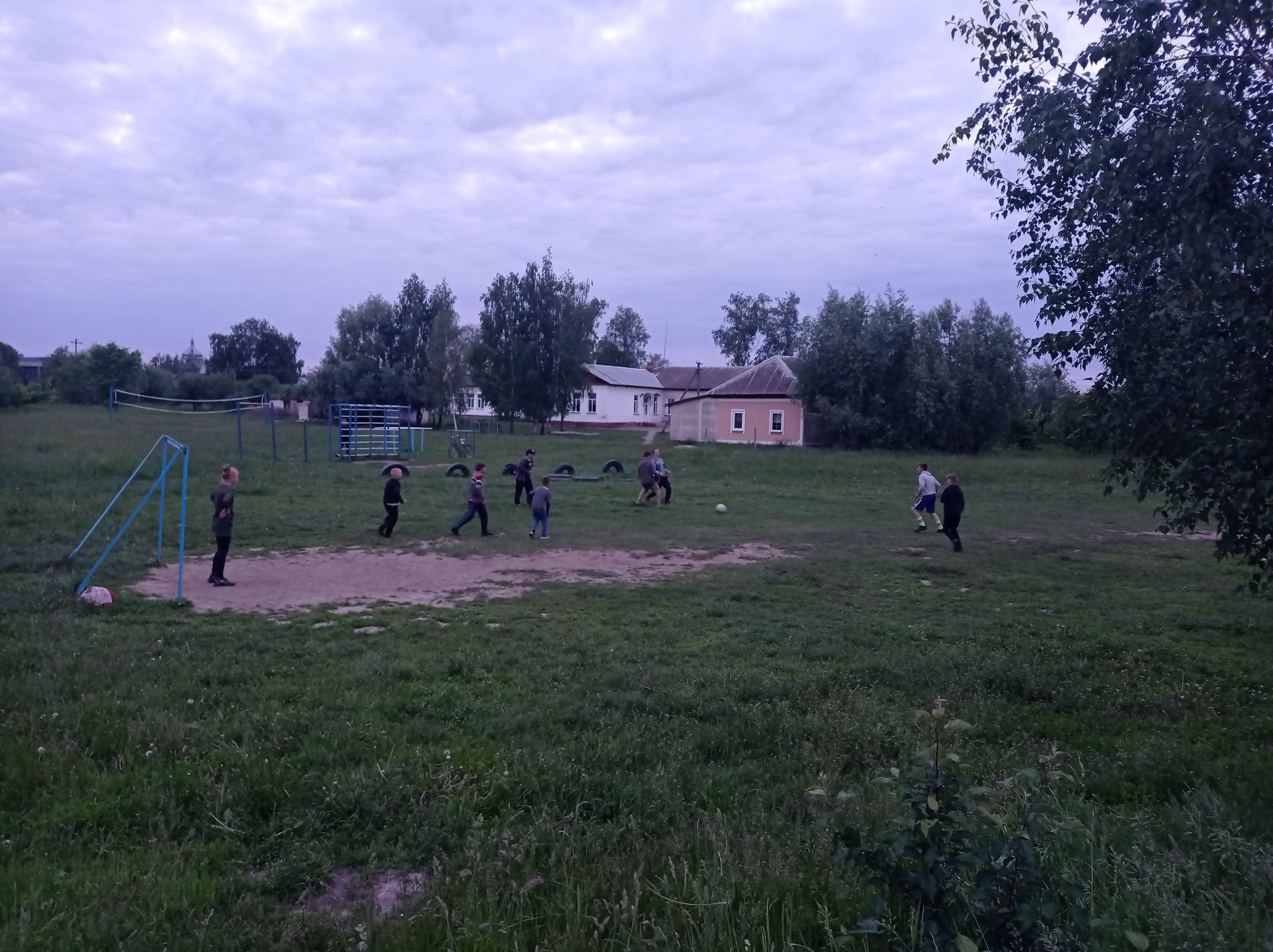
Шкільне футбольне поле

В селі функціонує гімназія.
В гімназії учням надається безкоштовне харчування за рахунок місцевого сількогосподарського товариства.

## Церква
В селі станом на 2011 рік діяла Свято-Покровська церква. Настоятелем був отець Іван Галай.

## Економіка

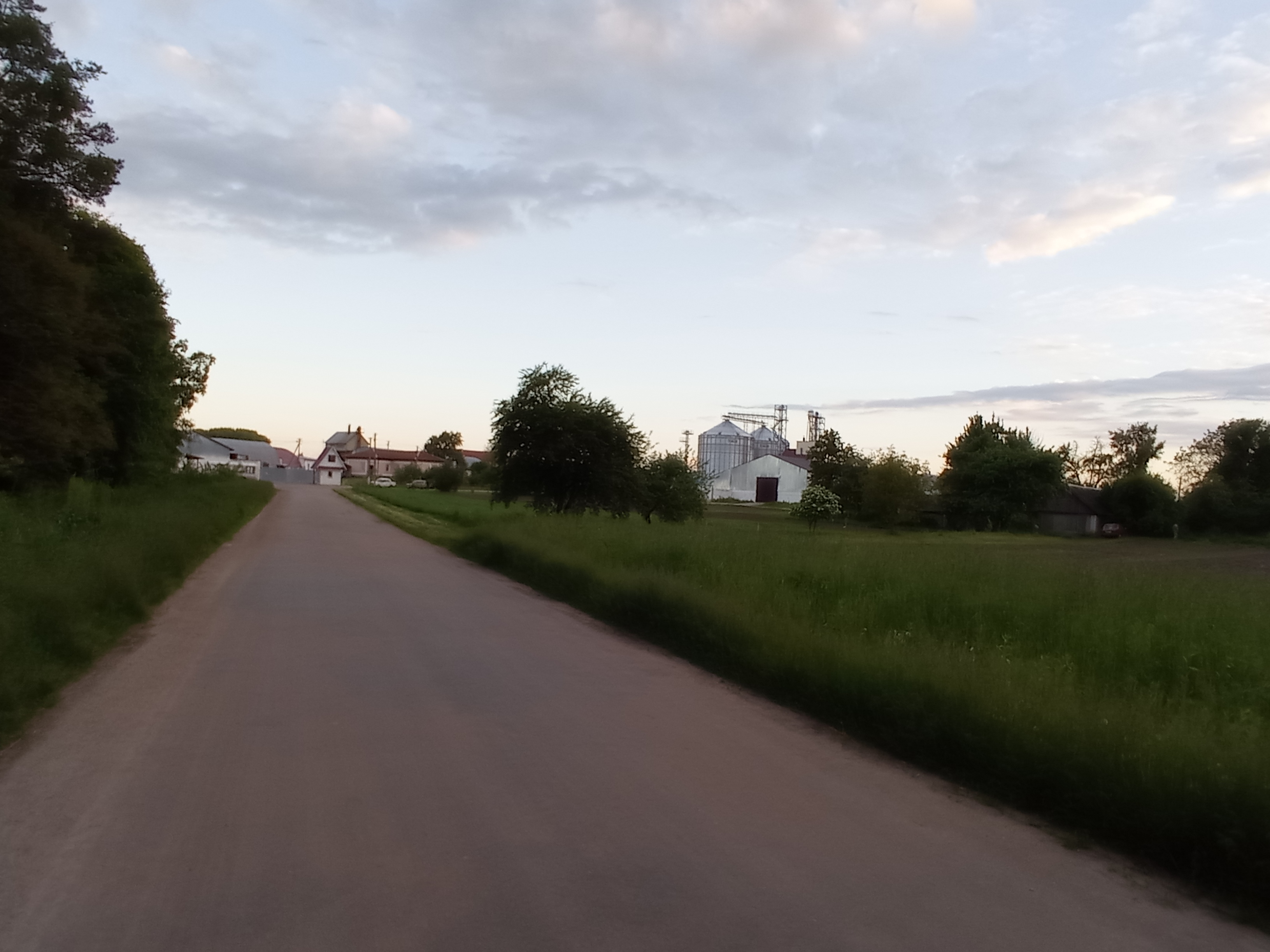
СТОВ "ВІРА" у травні 2021
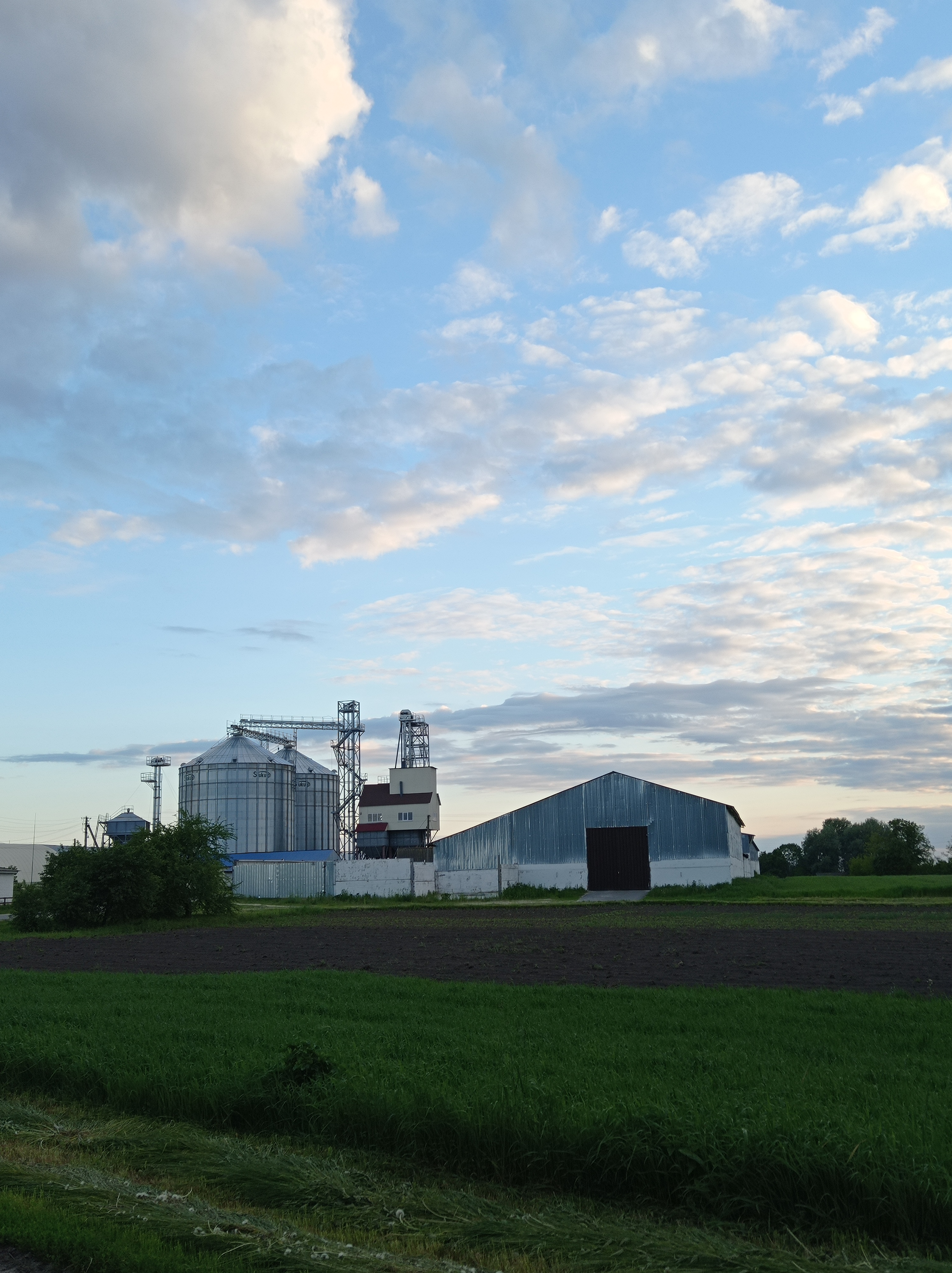
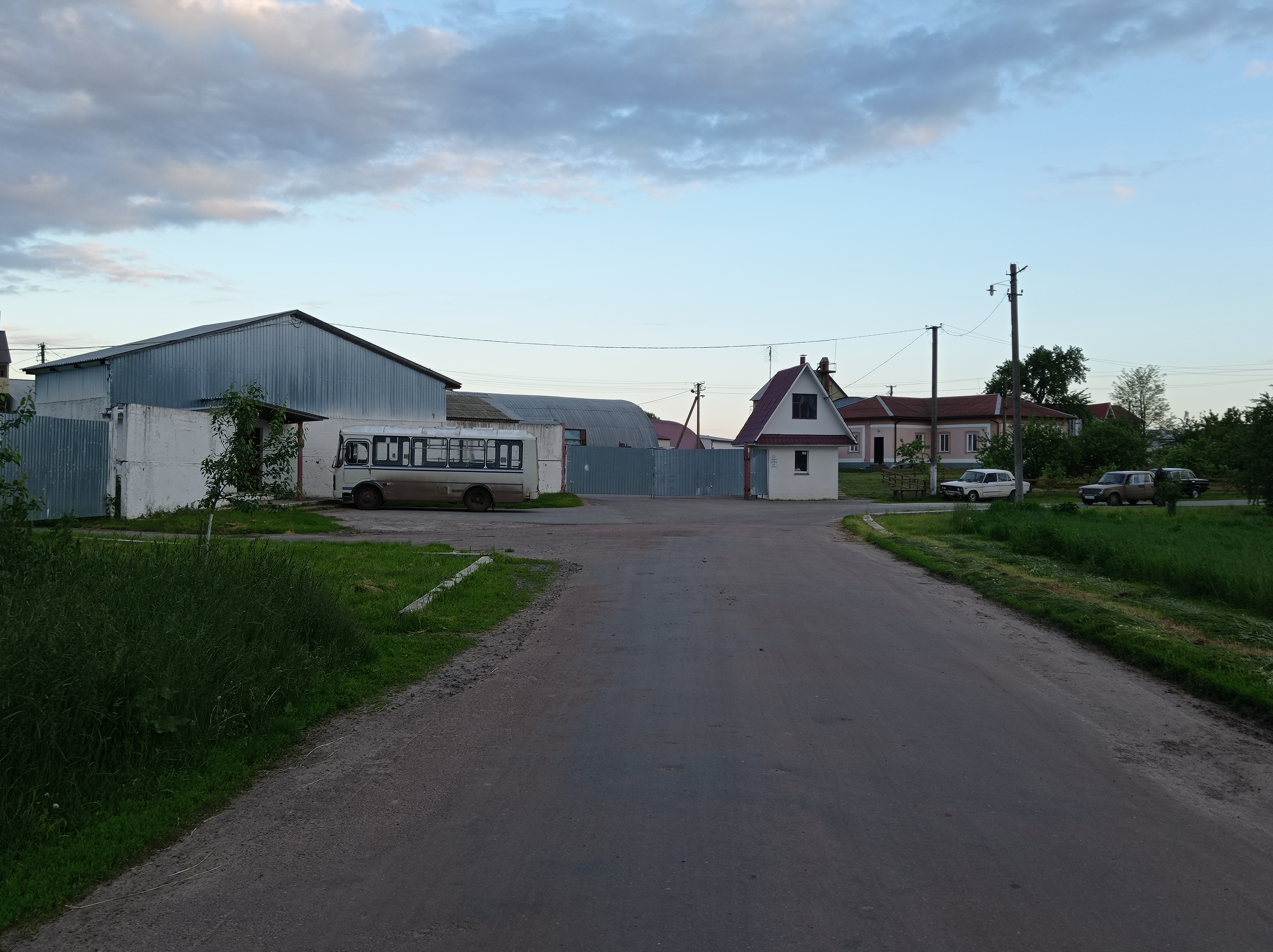

- СТОВ "ВІРА" — сільськогосподарський виробник.[19][20][13] На підприємстві працює близько 400 працівників, на 4 фермах близько 4000 голів великої рогатої худоби. Компанія формує 60% бюджету Городнянського району. До 10 млн грн ішло до бюджету Вихвостівської ОТГ у 2019 році.[4] Через значні надходження до бюджету, громада була однією з двох бездотаційних на Чернігіщині станом на 2011 рік. Своїм робітникам підприємство надає гуртожиток. Очолює компанію Кондренко Микола Миколайович, у минулому — агроном колгоспу.[14]

## Відомі особистості
В поселенні народився:
- Тимошенко Віра Іванівна (* 1960) — український правознавець.

## Музей

Пам'ятник Коцюбинському перед музеєм
Пам'ятник Коцюбинському у Вихвостові перед музеєм
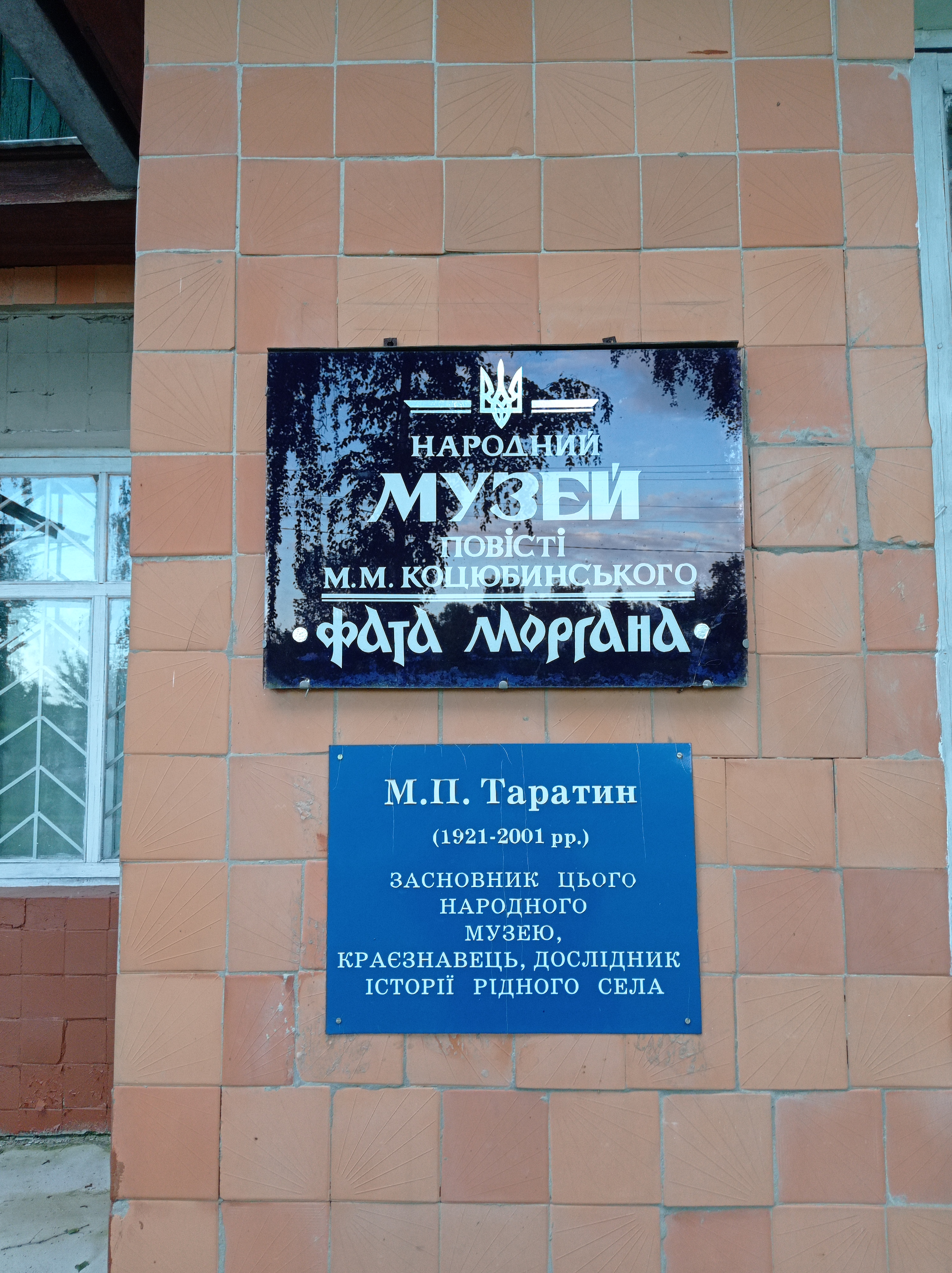
Народний музей повісті М.М.Коцюбинського "Фата Моргана"

В селі є музей, що присвячений твору Fata Morgana Михайла Коцюбинського.

## Галерея

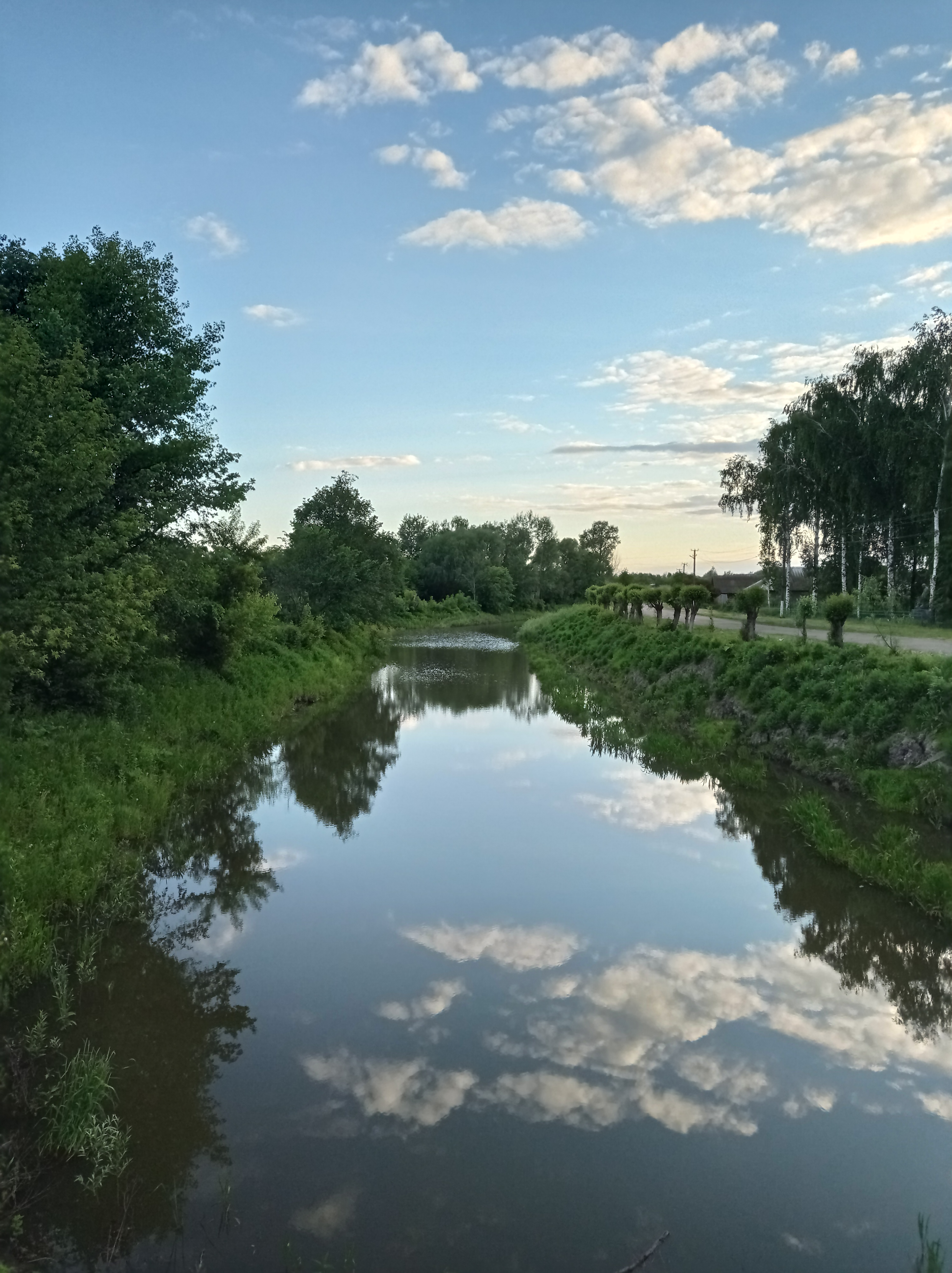
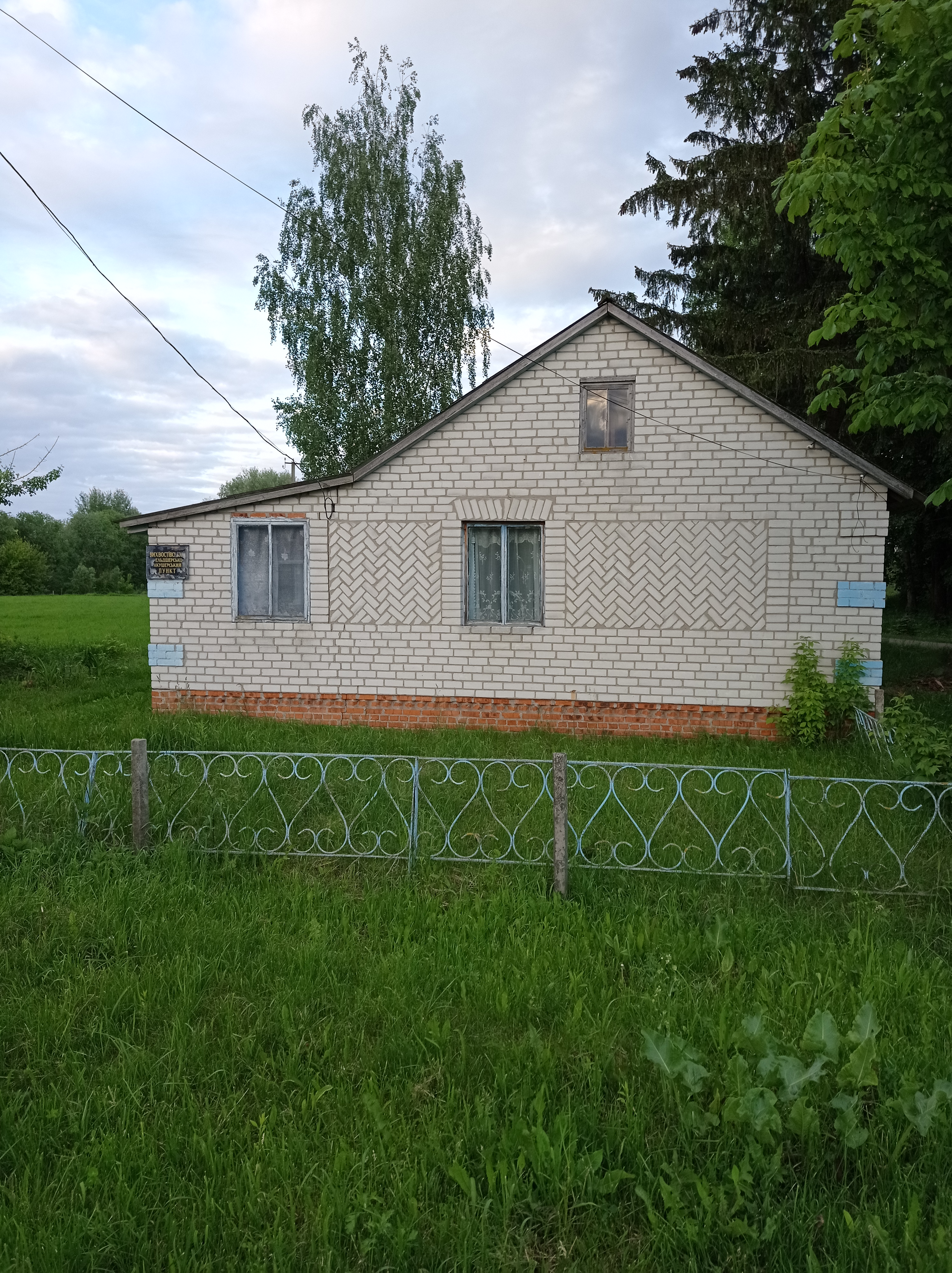
ФАП
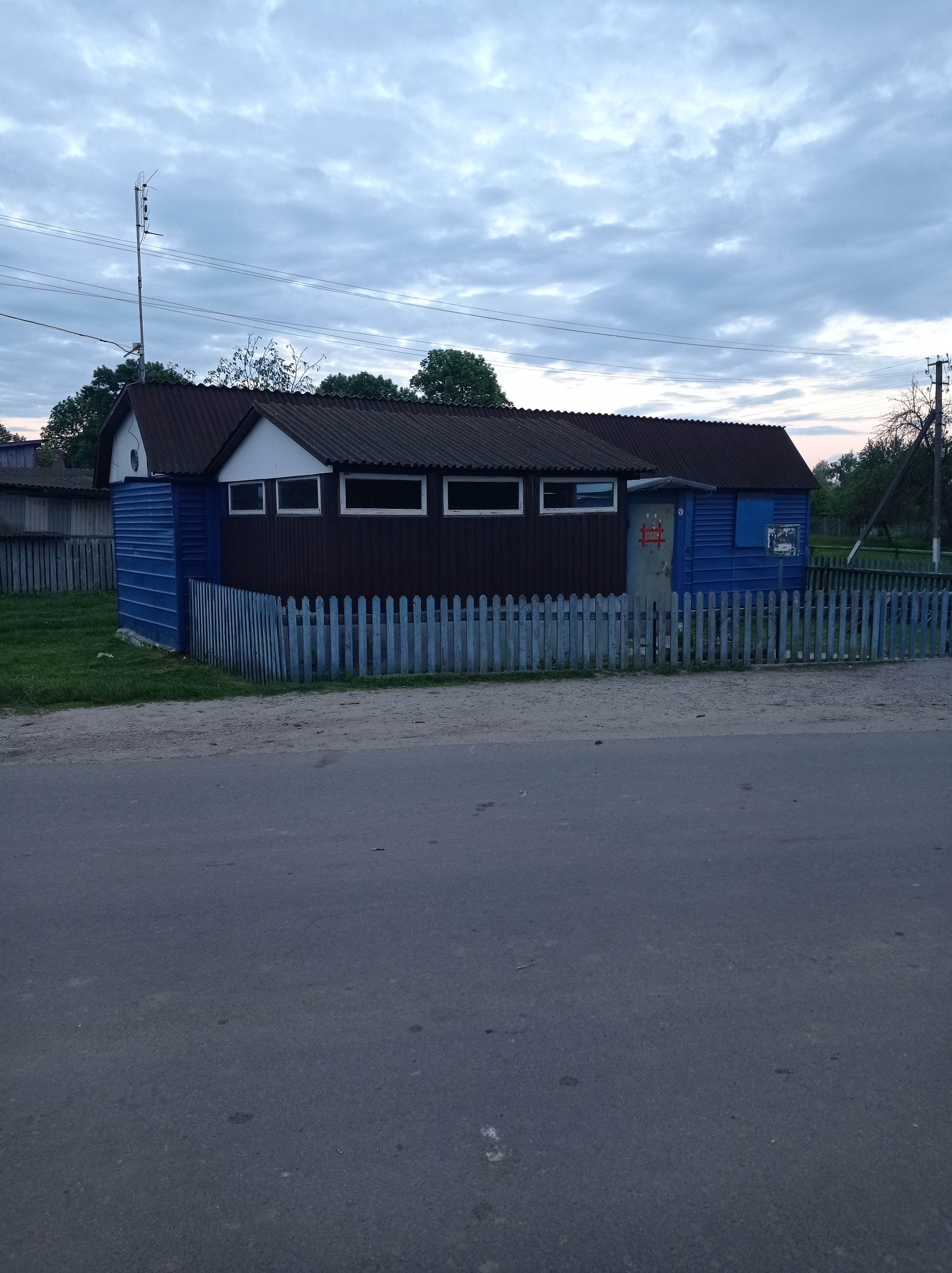
Магазин
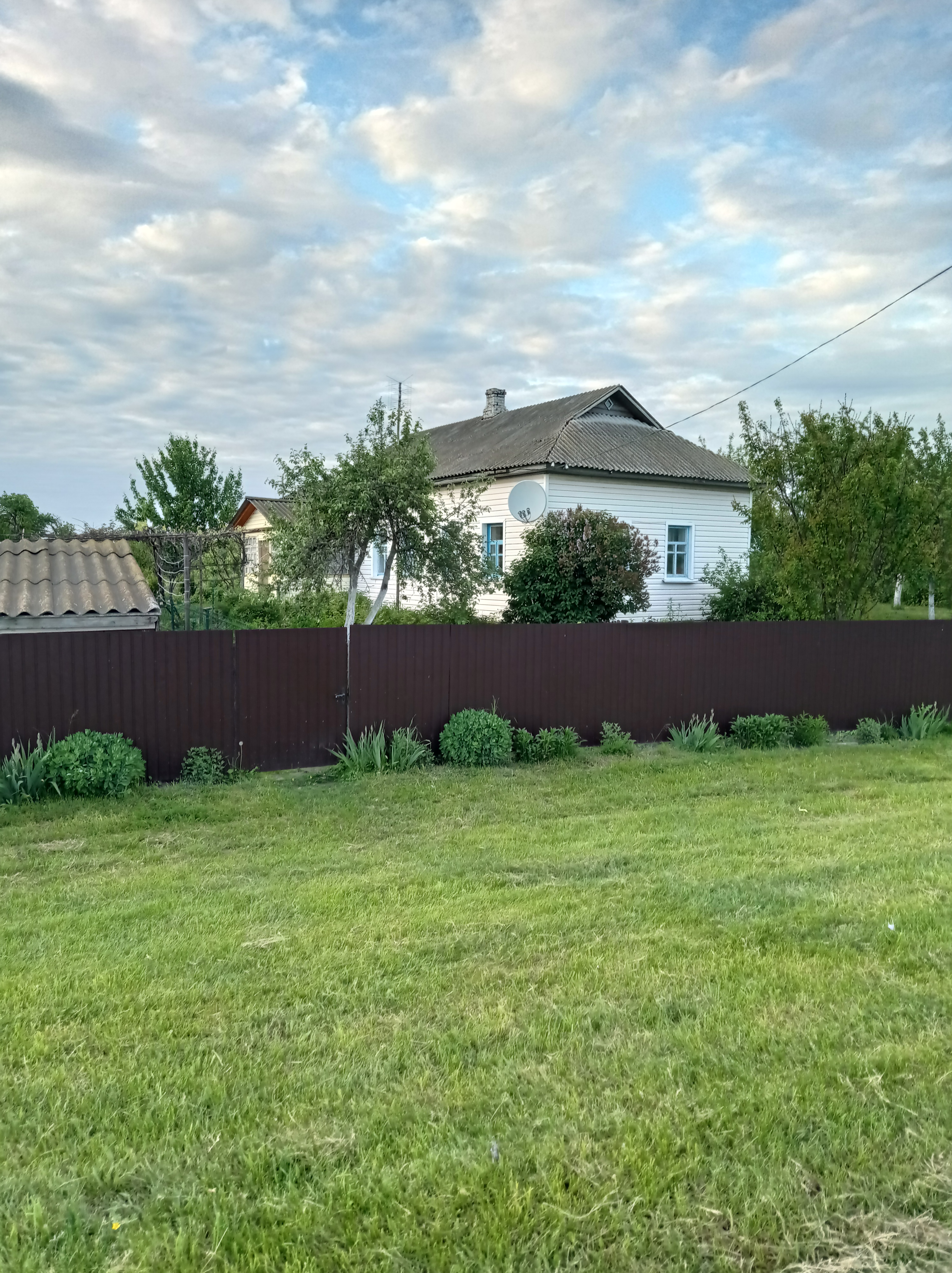
Одна з хат
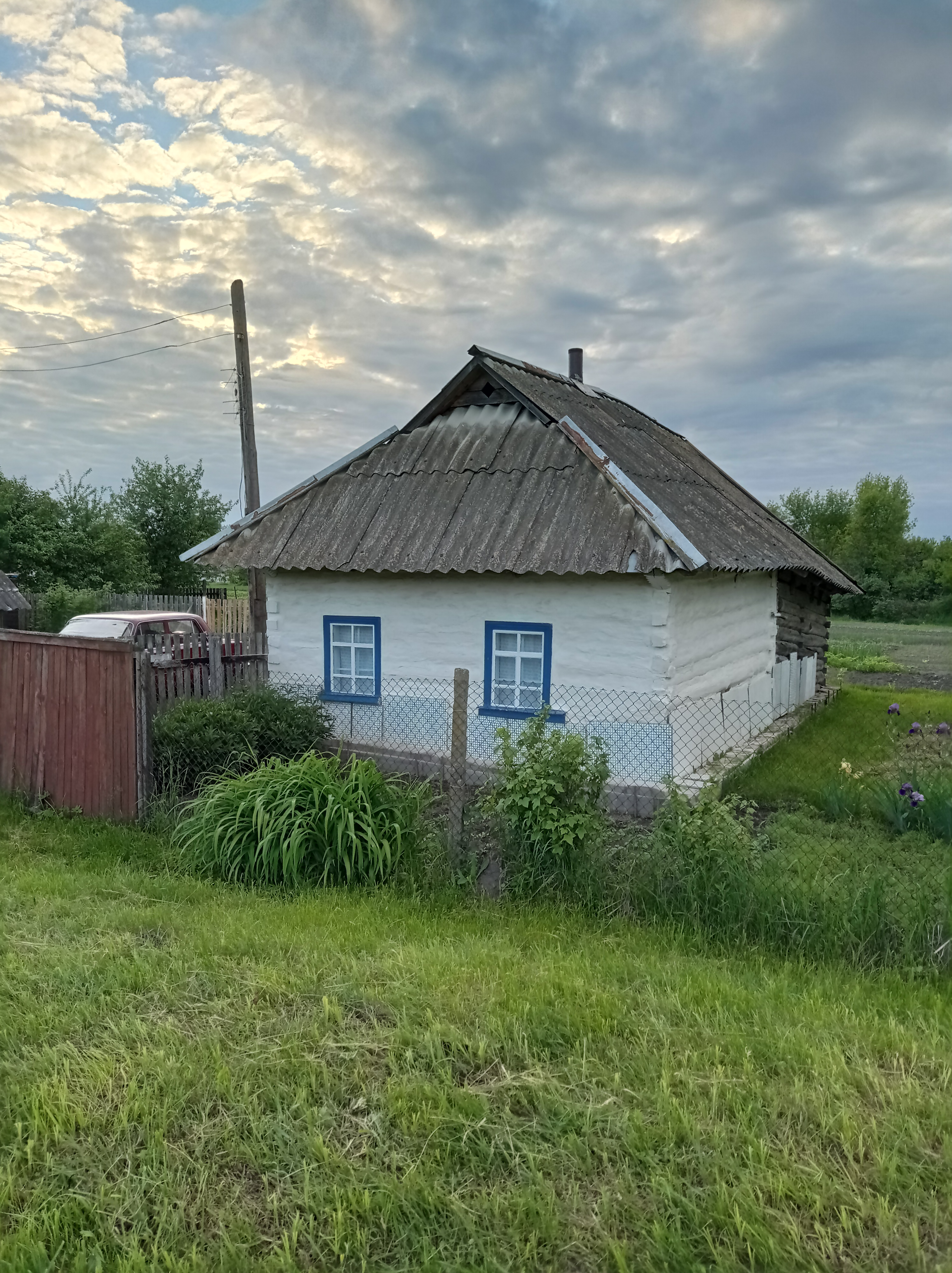
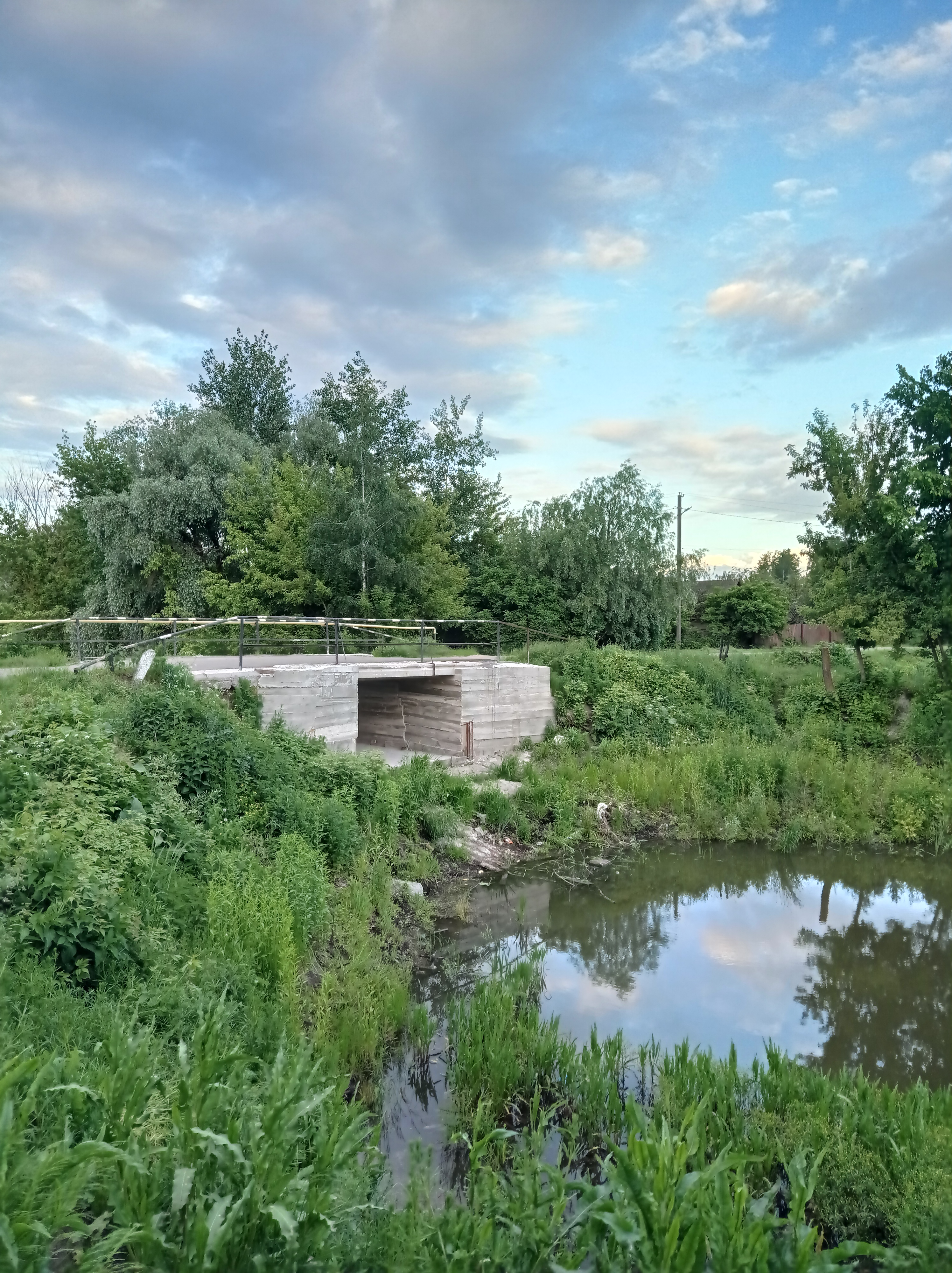
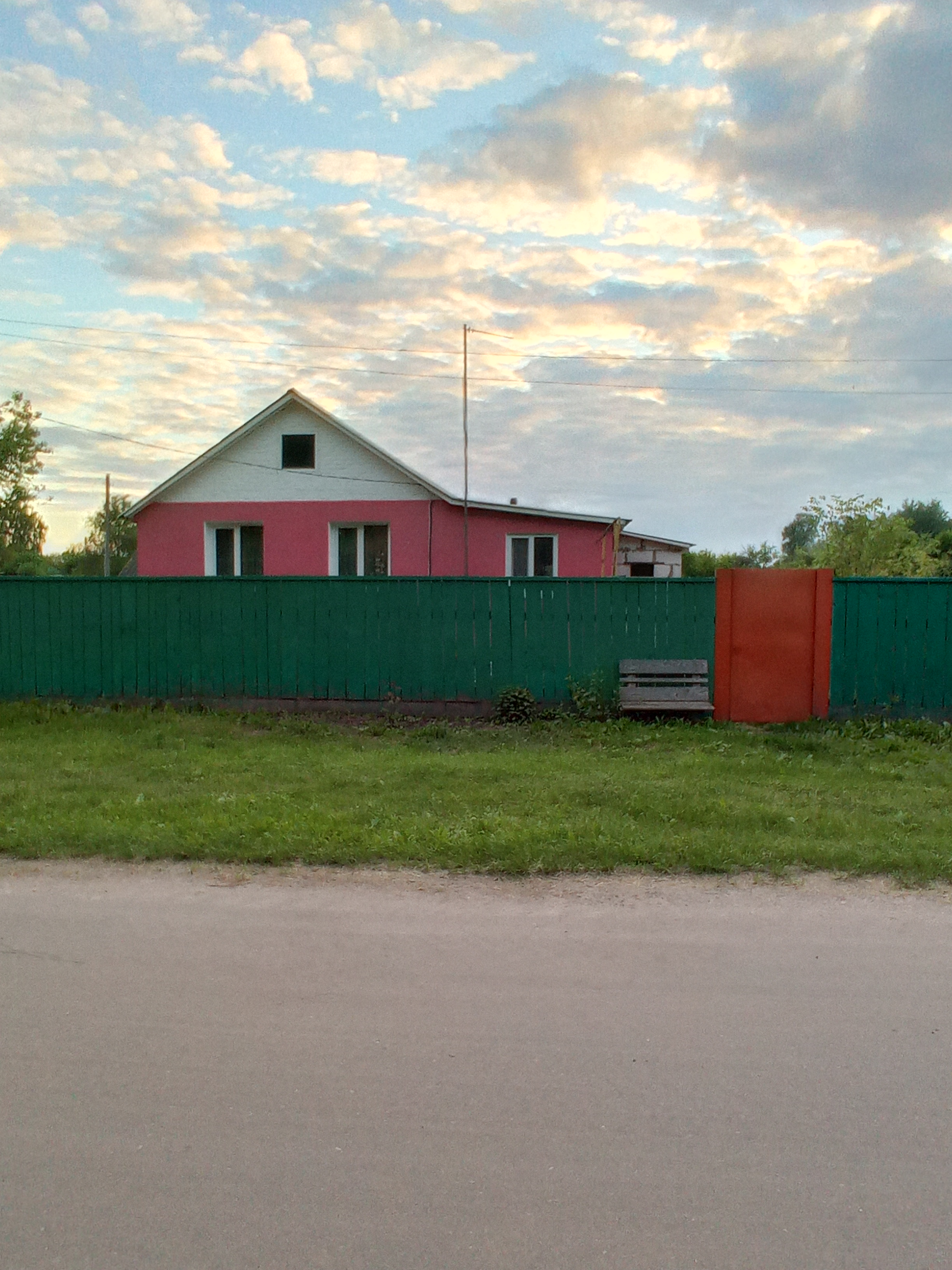